# Powiedz, że mnie kochasz
Powiedz, że mnie kochasz (ang. Tell Me You Love Me, 2007) – amerykański miniserial obyczajowy nadawany przez amerykańską stację HBO od 9 września do 11 listopada 2007 roku. W Polsce nadawany był na kanale HBO.

## Opis fabuły
Opowieść o losach trzech par w trudnych momentach ich związków. Trafiają do tej samej terapeutki, specjalizującej się w terapii małżeńskiej i zaburzeniach seksualnych.
Jamie (Michelle Borth) i Hugo (Luke Kirby), para pod trzydziestkę, przeżywają rozterki przed ślubem. Uświadamiają sobie, że chwile spędzane w łóżku są dla nich ucieczką przed wiernością i zaangażowaniem się w stały związek.
Carolyn (Sonya Walger) i Palek (Adam Scott) są po trzydziestce. Bardzo pragną mieć potomstwo, lecz nieudane próby zajścia w ciążę sprawiają, że zaczynają się od siebie oddalać.
Katie (Ally Walker) i Dave (Tim DeKay), para najstarsza, z dwójką dzieci, mimo wzajemnej miłości i przywiązania – od roku nie uprawia seksu.
Osobny wątek stanowi opowieść o losie terapeutki.

## Obsada
- Jane Alexandra jako doktor May Foster
- Michelle Borth jako Jamie
- Tim DeKay jako David
- Aislinn Paul jako Isabella
- Adam Scott jako Palek
- Katharine Towne jako Mason
- Sonya Walger jako Carolyn
- Ally Walker jako Katie
- David Selby jako Arthur Foster
- Luke Kirby jako Hugo
- Ryan Wynott jako Joshua
- Ian Somerhalder jako Nick
- Sherry Stringfield jako Rita
- Ronny Cox jako John

## Nominacje do nagród

### Amerykański Instytut Filmowy
2007
- AFI - Oficjalna selekcja do kategorii program roku[1]